# ベシュケント
ベシュケント (ラテン文字:Beshkent、ウズベク語: Beshkent / Бешкент、ロシア語: Бешкент) はウズベキスタン・カシュカダリヤ州の都市である。州都のカルシからは東に約15kmの地点に位置する。2012年の人口は18,335人となっている。

## 概要
1977年に都市として設立された。州都カルシの衛星都市としての役割を果たしている。街の主な産業は織物産業である。